# Ahmed El-Senussi
Titre
Membre du Conseil national de transition libyen
5 mars 2011 – 8 août 2012 
  (1 an, 5 mois et 3 jours)
Le prince Ahmed El-Senussi (arabe : أحمد الزبير الشريف), également connu sous le nom de Zubeir Ahmed El-Sharif, né en 1933 à Marsa Matruh, est un membre de la famille royale de Libye.

## Biographie
Il tient son nom de son grand-père, Ahmed Sharif El-Senussi, lui-même cousin germain et beau-père d'Idris Ier, roi de Libye 1951 à 1969. En 1958, il sort diplômé de l'Académie militaire d'Irak. En 1961, il épouse sa compagne Fatilah.
En 1970, il commence à projeter l'idée de renverser Mouammar Kadhafi, au pouvoir depuis son coup d'État militaire un an plus tôt. Avec son frère et d'autres conspirateurs, il cherche à remplacer le gouvernement tout en permettant au peuple de choisir entre la monarchie ou une république constitutionnelle. Après l'échec de ses plans, il a été arrêté et condamné à mort. En 1988, sa peine est commuée en 13 années d'emprisonnement. Resté incarcéré les neuf premières années et fréquemment torturé, il affirmera par la suite que la torture consistait en de fréquents coups de bâtons ou de simulations de noyade. Il est finalement sorti de l'isolement, puis partage une cellule avec de nombreux autres prisonniers, dont Omar El-Hariri. Après avoir été transféré à la prison d'Abou Salim en 1984, il apprend que sa femme est morte pendant sa captivité. En 2001, il est gracié le jour du 32e anniversaire de la prise de pouvoir par Kadhafi. Libéré après 31 ans de détention, il est alors l'opposant politique incarcéré le plus longtemps dans l'histoire de la Libye moderne.
Pendant la Révolte libyenne de 2011, il devient membre, représentant les prisonniers politiques, du Conseil national de transition, qui sera dissous le 8 août 2012. Le 6 mars 2012, un congrès réunissant 3 000 délégués proclame l'autonomie de la région orientale de Cyrénaïque et nomme Ahmed El-Senussi à la tête d'un conseil provincial chargé de gérer les affaires de la région et de défendre les droits de ses habitants.

## Distinction
Le 27 octobre 2011, le Parlement européen le choisit avec quatre autres personnalités arabes pour recevoir le prix Sakharov.

## Sources
- (en) Cet article est partiellement ou en totalité issu de l’article de Wikipédia en anglais intitulé « Ahmed al-Senussi » (voir la liste des auteurs).